# Valjunquera

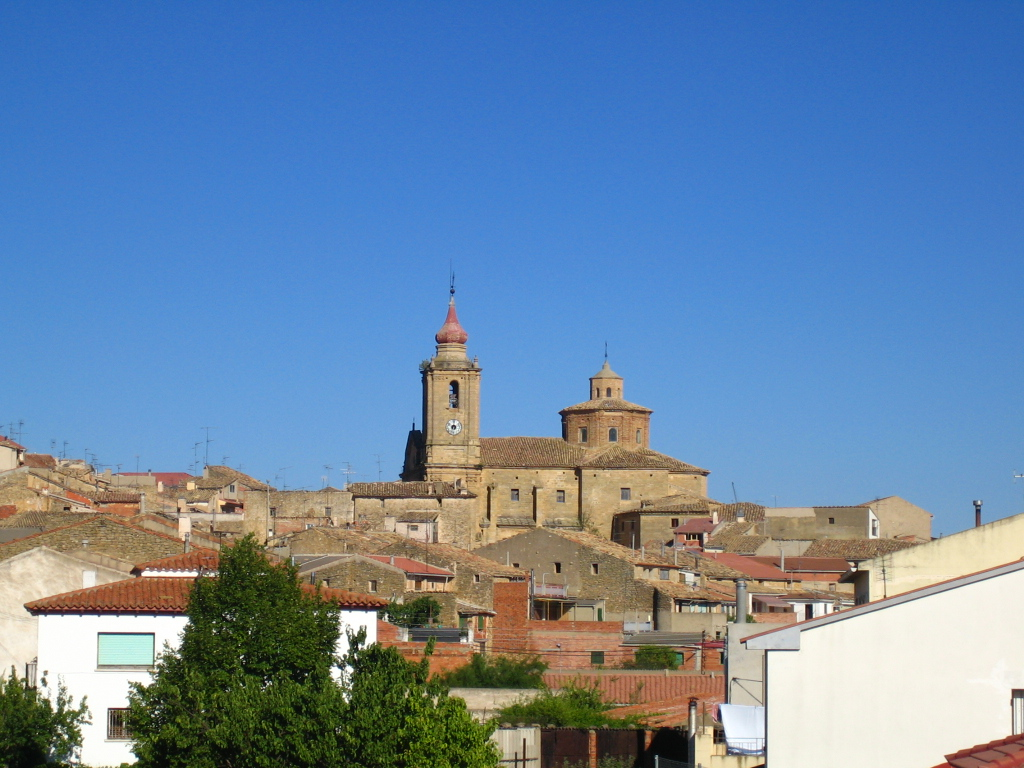
Valjunquera

Valjunquera (Valljunquera en catalán) es una localidad y municipio de la provincia de Teruel (Aragón, España) situado en la comarca del Matarraña. 
Tiene una población de 330 habitantes (INE 2019). El topónimo deriva del latín valle de juncos, referencia a un val con numerosos juncos. Se encuentra a 552 m sobre el nivel del mar y cubre una superficie de 41,84 km².

## Geografía
Integrado en la comarca de Matarraña, se sitúa a 163 kilómetros de la capital provincial. El término municipal está atravesado por la carretera nacional N-232 entre los pK 115 y 119, por la carretera nacional N-420 entre los pK 758 y 762, y por la carretera autonómica A-231, que se dirige hacia La Fresneda y Valderrobles. 
El relieve del municipio es bastante irregular, con barrancos y torrentes pertenecientes a la cuenca del río Matarraña. La altitud va entre los 693 metros al sur y los 480 metros a orillas del Val de los Abochales, al noreste. El pueblo se encuentra a 552 metros sobre el nivel del mar. Limita con los términos municipales de Valdealgorfa, Mazaleón, Valdeltormo, Torrecilla de Alcañiz, La Fresneda, La Codoñera y Fórnoles.
La temporada calurosa dura 2,8 meses, del 16 de junio al 10 de septiembre, y la temperatura máxima promedio diaria es más de 27 °C. El mes más cálido del año en Valjunquera es julio, con una temperatura máxima promedio de 30 °C y mínima de 15 °C. La temporada fría dura 4,0 meses, del 14 de noviembre al 12 de marzo, y la temperatura máxima promedio diaria es menos de 15 °C. El mes más frío del año en Valjunquera es enero, con una temperatura mínima promedio de -0 °C y máxima de 12 °C. La temporada más seca dura 2,5 meses, del 11 de junio al 29 de agosto. El mes más seco en Valjunquera es julio, con un promedio de 2,3 días con por lo menos 1 milímetro de precipitación. El mes con más días con solo lluvia en Valjunquera es octubre, con un promedio de 5,1 días. Con base en esta categorización, el tipo más común de precipitación durante el año es solo lluvia, con una probabilidad máxima del 17 % el 26 de octubre.

## Historia

### Yacimientos arqueológicos
Su término municipal es importante en cuanto a yacimientos arqueológicos, existiendo al menos datos de 3 yacimientos ibéricos: el Mirablanc, el Castellar y el Lliri. El Mirablanc, situado en la sierra del mismo nombre, data entre el 500 y 50 a. C. en la primera Edad del Hierro. Fue descubierto en 1916 por el rector Nicolás Martínez y explorado por Pere Bosch y Gimpera del Instituto de Estudios Catalanes. Se caracteriza por su situación privilegiada; siguiendo los esquemas indoeuropeos, aparecen trazados de casas de planta regular y los restos de una muralla. El Castellar (o Mas del Labrador) podría situarse en el siglo V a. C., aparecieron restos de cerámica que se encuentran depositados en el Museo de Arqueología de Cataluña.
Parece ser que la población, antiguamente amurallada, fue fundada por los árabes, tras la conquista por parte de los cristianos pasó a la Orden militar de los Calatrava. Se conservan restos de la antigua muralla realizada con paramentos de grandes bloques de piedra sin tallar en el sureste de la población.
El topónimo Valljunquera deriva del latín valle 'juncariao' 'valle de los juncos'. 
Se conservan restos de la antigua muralla que rodeaba a la población, recuerdo de la época en la que la población perteneció a la orden de Calatrava de Alcañiz.
El Mas del Labrador es un pueblo abandonado en el término municipal de Valljunquera. Actualmente está en ruinas.

## Demografía
Valjunquera cuenta con una población de 328 habitantes (INE 2024).
| Gráfica de evolución demográfica de Valjunquera entre 1842 y 2021 |
| |
| Población de derecho según los censos de población del INE Población de hecho según los censos de población del INEEntre el censo de 1857 y el anterior, crece el término del municipio porque incorpora a 445001 (Mas del Labrador) |

La localidad sigue una tendencia demográfica negativa debida en gran parte al fenómeno sociológico que se conoce como el éxodo rural, especialmente en los años 60-70 muchos jóvenes emigraron debido a dos razones, la helada de 1957 donde gran parte de las plantaciones de olivos se perdieron y el impulso de la industria en las grandes urbes cercanas, especialmente Barcelona.
A día de hoy estos hechos se representan con el envejecimiento de la población y la baja tasa de natalidad, ya que se puede afirmar que hay más personas mayores de 90 que menores de 5 años. Además, los jóvenes se van y pocos volverán, para emprender los estudios universitarios en las ciudades.

### Economía
Territorio eminentemente agrícola donde destaca el olivo con denominación de origen de Aceite del Bajo Aragón, almendros, cereales y vides.

## Patrimonio
- Ermita de la Virgen de la Piedad (Valjunquera, Teruel).Ayuntamiento de Valljunquera, Matarraña, Teruel.Las Cuevas

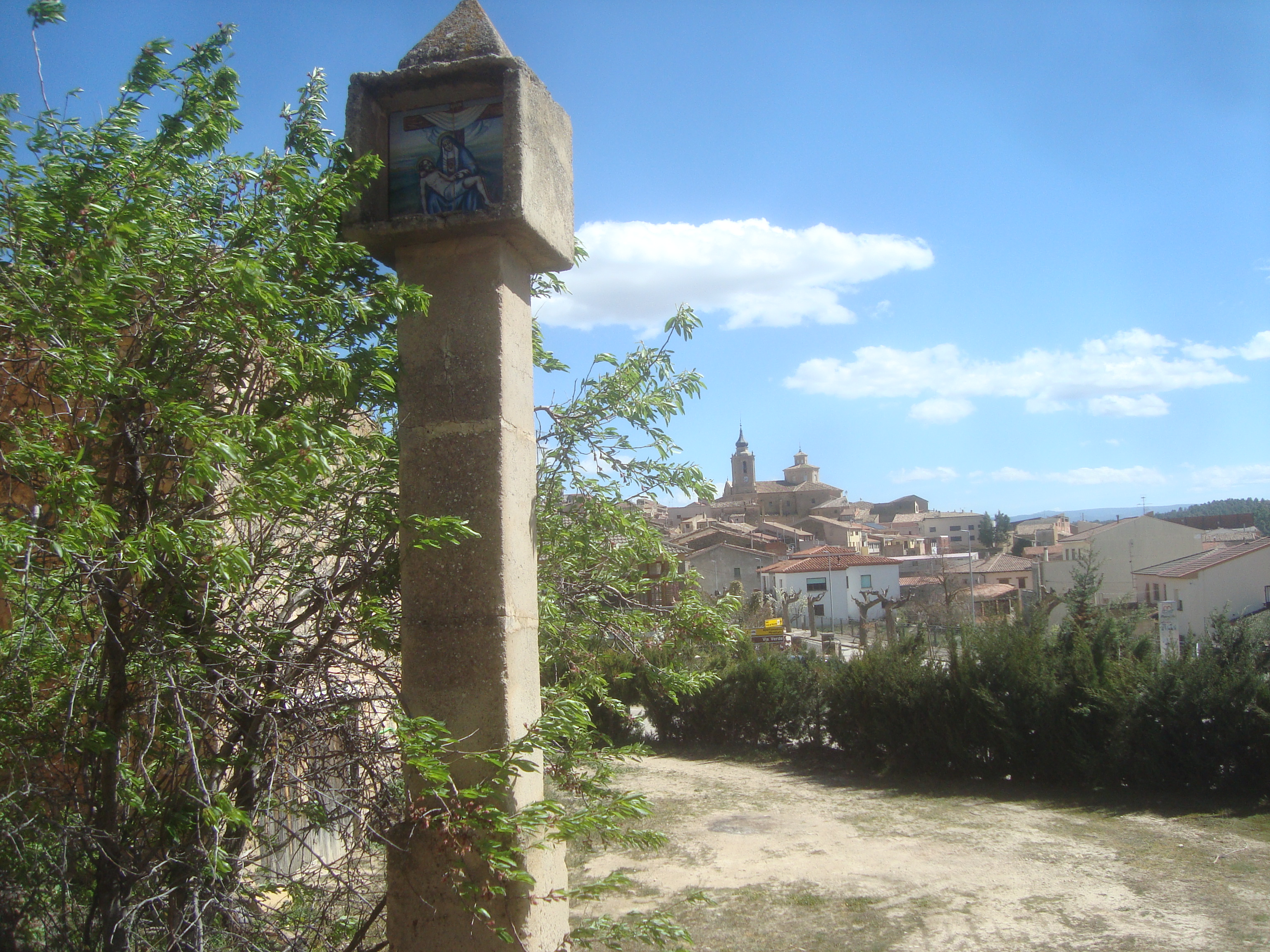
Panorámica de Valjunquera

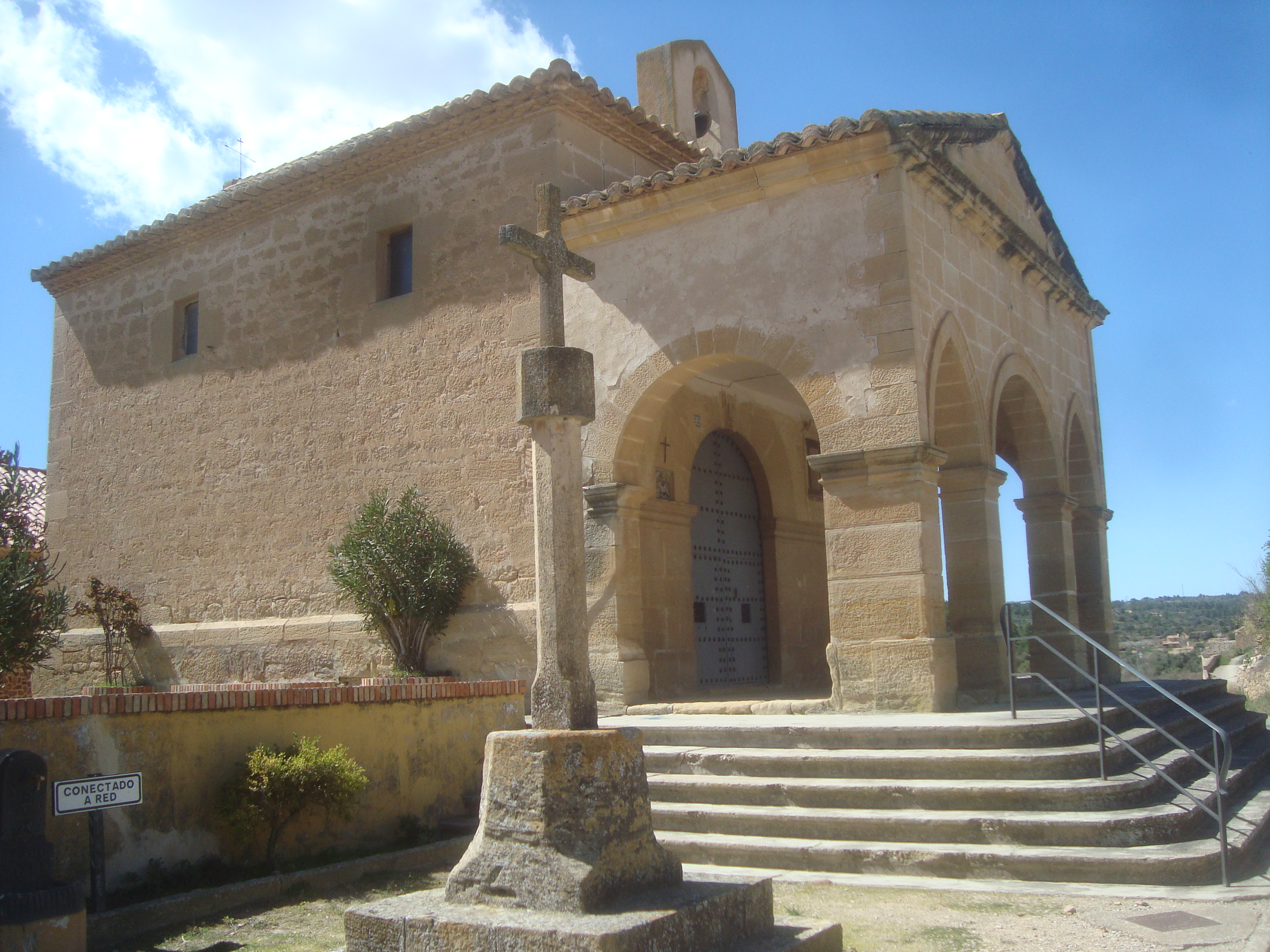
Ermita de la Virgen de la Piedad (Valjunquera, Teruel).

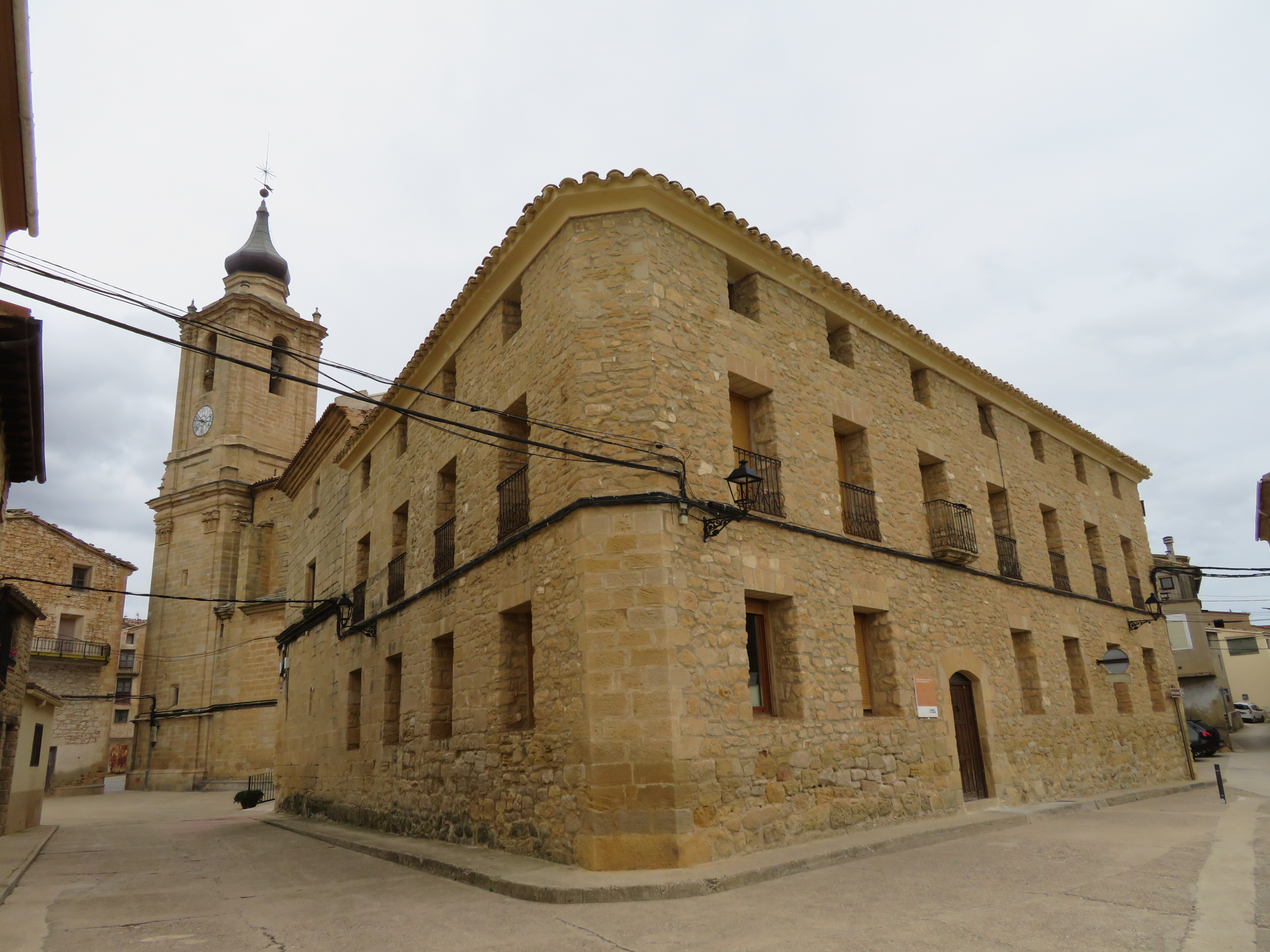
Ayuntamiento de Valljunquera, Matarraña, Teruel.

Al fondo se puede apreciar la gran piedra sobre la que se edificó la torre y el muro de sillería creado para reforzar el templo. Hasta 1920 estas cuevas se empleaban para almacenar aguas residuales, por lo que con anterioridad eran conocidas como Las balsas, posteriormente funcionaron como cocheras municipales y como almacenes.

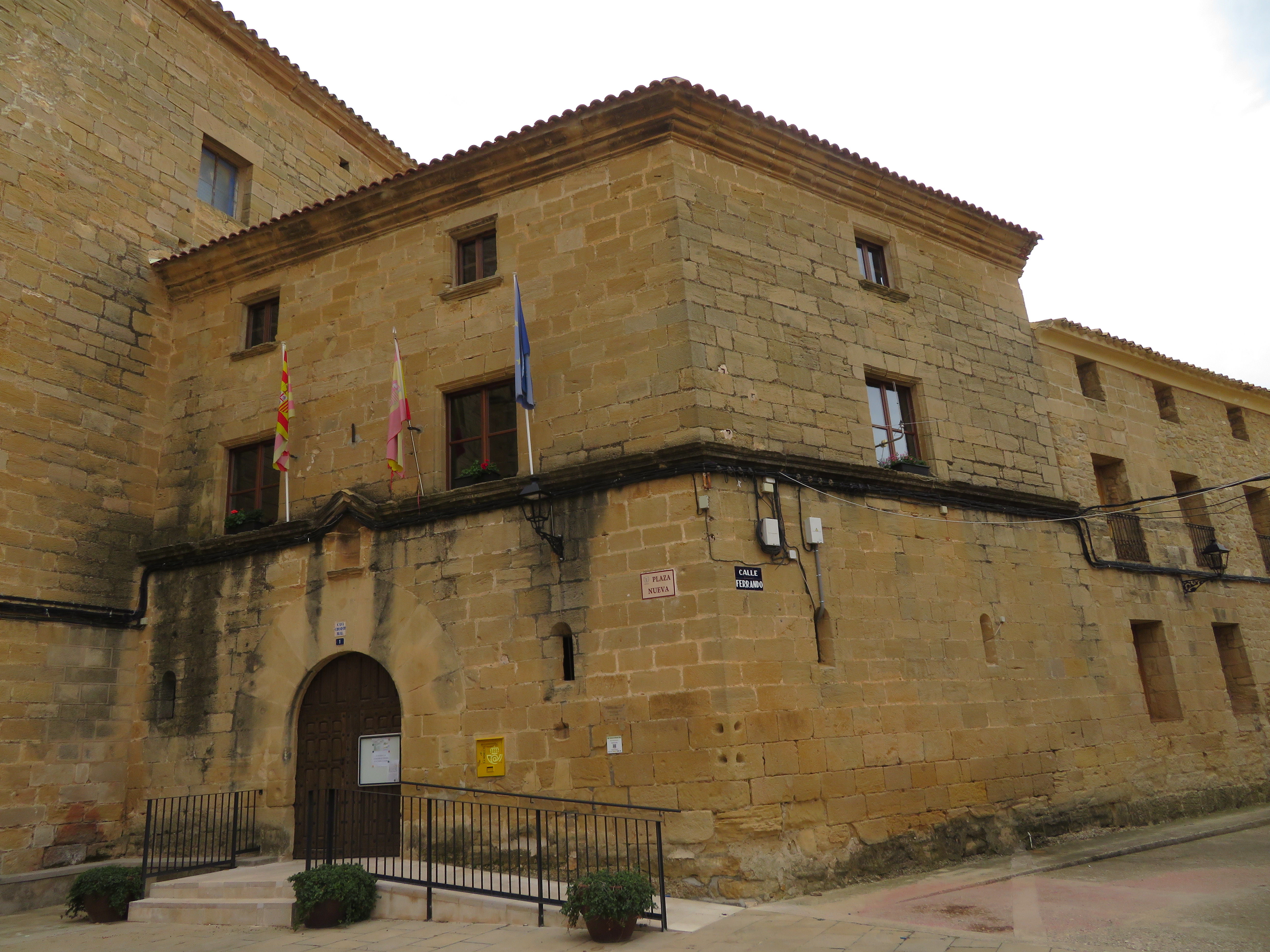
Ayuntamiento de Valljunquera

- Ayuntamiento de ValljunqueraPanorámica de ValjunqueraIglesia parroquial de San Miguel

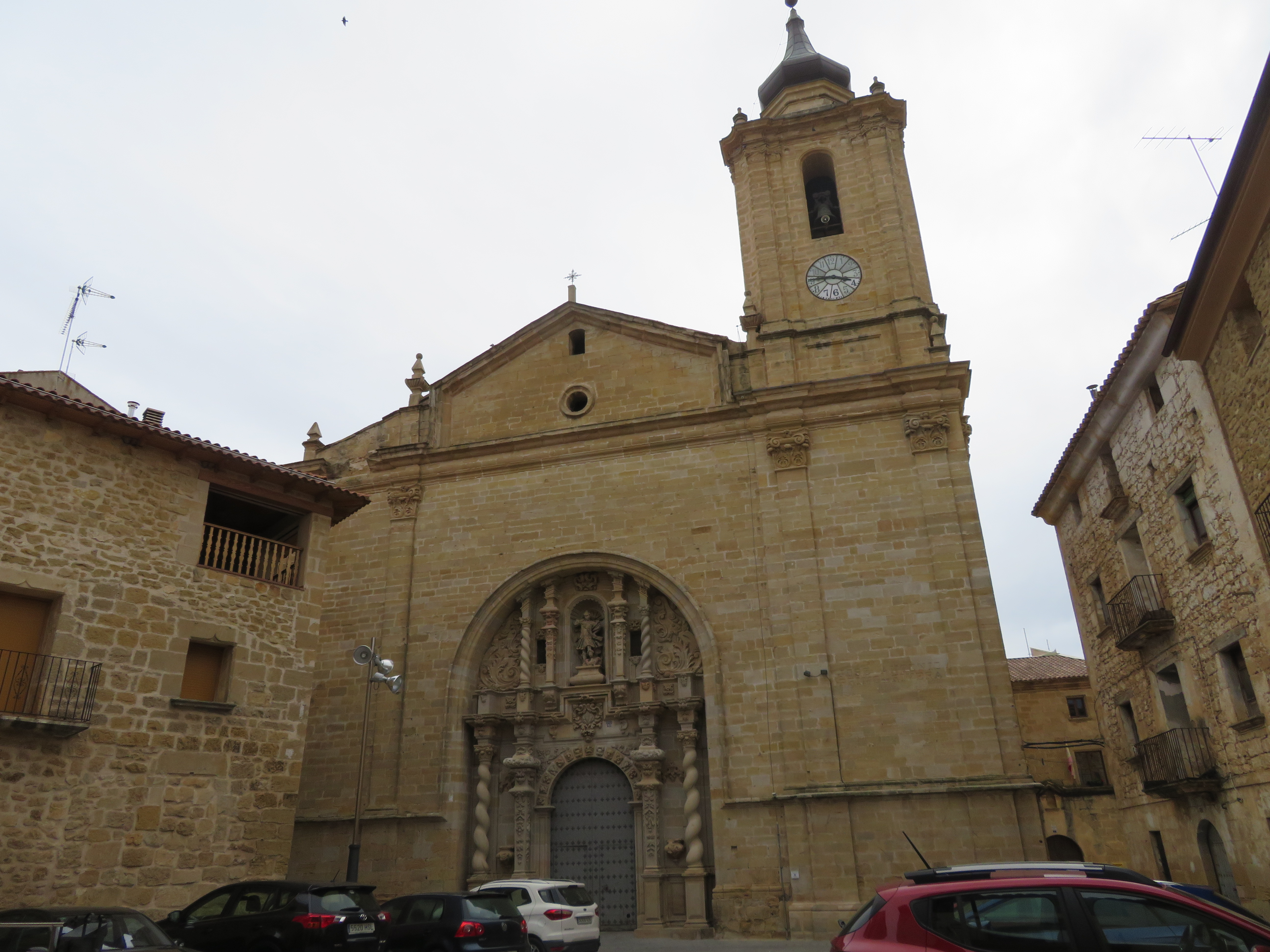
Iglesia parroquial de San Miguel en Valljunquera, Teruel.

- Iglesia parroquial de San Miguel en Valljunquera, Teruel.Fuente de la Tejeria y nevera prehistórica
- Ermita de Santa Bárbara

Se encuentra en la montaña opuesta a la iglesia. Allí se celebra la festividad de San Cristóbal donde los vecinos suben a escuchar la misa y cenan. También, es el área más popular de quedadas entre cuadrillas dado el espacio recreativo que tiene. 
- Ermita de La Piedad

Se encuentra en la primera entrada llegando desde Alcañiz. Tan solo se abre una vez al año durante las fiestas mayores donde se acude en profesión vistiendo el traje regional. La iglesia consta de una cámara principal, un espacio para el cura, un patio exterior alto y otro a paso de nivel con una gran cruz. 
- Paseo por el casco urbano: Lonja, calle Mayor, El Conillar, Restos de murallas en l'Airasa y El Portal, el olmo del Seixa,..
- Piscinas Viejas
- Pueblo abandonado del Mas del Labrador

## Fiestas y eventos
- 17 de enero, San Antón: los quintos de la localidad preparan junto a su cuadrilla una gran hoguera y recorren las calles del pueblo haciendo la popular plega recogiendo alimentos que subastan para cubrir una fiesta nocturna y la misa en honor a dicho santo. Es tradición que en dicha fiesta nocturna se preparen bocadillos con carnes hechas a la brasa en la gran hoguera.
- Primera semana de agosto, la Semana Cultural: durante una semana la localidad se celebran numerosos actos de diferente naturaleza para fomentar la divulgación de la música, costumbres, historia... Además, se celebra una fiesta temática animando a los vecinos a disfrazarse y cenar en hermandad. Los actos más aclamados son generalmente las actuaciones musicales y teatrales protagonizados por los propios valjunqueranos.
- 29 de agosto, San Juan Degollado: patrón de la población deshabitada del Mas del Llaurador donde los vecinos de Valdeltormo y de Valjunquera hacen una gran fiesta. Actualmente los miembros de la Asociación de Amigos del Mas del Labrador colaboran preparando una merienda-cena y un pequeño acto para fomentar la vida del pueblo y la unión con el pueblo vecino.
- 28 y 29 de septiembre: fiestas patronales en honor a Santa Teresa de Jesús y San Miguel. Se celebran multitud de actos para todos los vecinos de la localidad, destaca el desfile de carrozas protagonizado por los quintos, los Toros de fuego (espectáculo pirotécnico) y la comida de la vaca, que reúne a todos los habitantes del pueblo y a muchos valjunqueranos de corazón, en una comida de hermandad servida cada año por un grupo de gente distinto (la comisión de la vaquilla). Siempre acompañados de música tradicional por parte de una charanga.

## Administración y política
| Período   | Alcalde                        | Partido |
| --------- | ------------------------------ | ------- |
| 1979-1983 | Alejandro González Figuerola   | UCD     |
| 1983-1987 | Miguel Ripol Bel               |         |
| 1987-1991 | Miguel Ripol Bel               |         |
| 1991-1995 | José María Micolau Monclús     |         |
| 1995-1999 | José María Micolau Monclús     |         |
| 1999-2003 | José Ignacio Del Moral Redolat |         |
| 2003-2007 | José Escrig Vileta             | PAR     |
| 2007-2011 | José Escrig Vileta             | PAR     |
| 2011-2015 | Ismael Brenchat Gil            | PAR     |
| 2015-2019 | Susana Traver Piquer           | PSOE    |
| 2019-2023 | Susana Traver Piquer           | PSOE    |

| Partido político    | Partido político                                   | 2003   | 2007   | 2011   | 2015   | 2019   |
| Partido político    | Partido político                                   | Ediles | Ediles | Ediles | Ediles | Ediles |
|                     | Partido de los Socialistas de Aragón (PSOE-Aragón) | 3      | 3      | 2      | 4      | 4      |
|                     | Partido Aragonés (PAR)                             | 3      | 3      | 4      | 2      | —      |
|                     | Partido Popular de Aragón (PP)                     | 1      | 1      | 1      | 1      | 3      |
|                     | Chunta Aragonesista (CHA)                          | —      | —      | —      | 0      | —      |
| Total de concejales | Total de concejales                                | 7      | 7      | 7      | 7      | 7      |